# Le Pin, Deux-Sèvres

Le Pin este o comună în departamentul Deux-Sèvres, Franța. În 2009 avea o populație de 1,059 de locuitori.